# Selaginella kouytcheensis
Selaginella kouytcheensis är en mosslummerväxtart som beskrevs av H. Lév.. Selaginella kouytcheensis ingår i släktet mosslumrar, och familjen mosslummerväxter. Inga underarter finns listade i Catalogue of Life.